# Ligue de diamant 2011 - 400 m féminin
L'épreuve du 400 mètres féminin de la Ligue de diamant 2011 se déroule du 6 mai au 16 septembre 2011. La compétition fait successivement étape à Doha, Rome, Oslo, Lausanne, Birmingham et Monaco, la finale ayant lieu à Bruxelles peu après les Championnats du monde de Daegu.

## Calendrier
| Date              | Meeting                         | Ville      | Pays        |
| ----------------- | ------------------------------- | ---------- | ----------- |
| 6 mai 2011        | Qatar Athletic Super Grand Prix | Doha       | Qatar       |
| 26 mai 2011       | Golden Gala                     | Rome       | Italie      |
| 9 juin 2011       | Bislett Games                   | Oslo       | Norvège     |
| 30 juin 2011      | Athletissima                    | Lausanne   | Suisse      |
| 10 juillet 2011   | Aviva Birmingham Grand Prix     | Birmingham | Royaume-Uni |
| 22 juillet 2011   | Meeting Herculis                | Monaco     | Monaco      |
| 16 septembre 2011 | Mémorial Van Damme              | Bruxelles  | Belgique    |

## Résultats
| Date | Meeting    | 1er                          | 1er   | 2e                             | 2e    | 3e                             | 3e    |
| --- | ---------- | ---------------------------- | ----- | ------------------------------ | ----- | ------------------------------ | ----- |
| 6 mai 2011 | Doha       | Allyson Felix 50 s 33 (WL)   | 4 pts | Amantle Montsho 50 s 41        | 2 pts | Patricia Hall 51 s 74 (SB)     | 1 pt  |
| 26 mai 2011 | Rome       | Allyson Felix 49 s 81 (WL)   | 4 pts | Amantle Montsho 50 s 47        | 2 pts | Francena McCorory 50 s 70      | 1 pt  |
| 9 juin 2011 | Oslo       | Amantle Montsho 50 s 10 (SB) | 4 pts | Denisa Rosolová 51 s 04        | 2 pts | Novlene Williams-Mills 51 s 17 | 1 pt  |
| 30 juin 2011 | Lausanne   | Amantle Montsho 50 s 23      | 4 pts | Sanya Richards 50 s 61         | 2 pts | Natasha Hastings 51 s 07       | 1 pt  |
| 10 juillet 2011 | Birmingham | Amantle Montsho 50 s 20      | 4 pts | Rosemarie Whyte 50 s 82        | 2 pts | Novlene Williams-Mills 50 s 85 | 1 pt  |
| 22 juillet 2011 | Monaco     | Amantle Montsho 49 s 71 (NR) | 4 pts | Francena McCorory 50 s 29 (PB) | 2 pts | Novlene Williams-Mills 50 s 61 | 1 pt  |
| 16 septembre 2011 | Bruxelles  | Amantle Montsho 50 s 16      | 8 pts | Novlene Williams-Mills 50 s 72 | 4 pts | Tatyana Firova 50 s 84 (SB)    | 2 pts |
| Records et Performances - AR : Record continental (area record) - CR : Record des championnats (championship record) - MR : Record du meeting (meet record) - NR : Record national (national record) - OR : Record olympique (olympic record) - PR : Record paralympique (paralympic record) - PB : Record personnel (personal best) - SB : Meilleure performance personnelle de la saison (season's best) - WL : Meilleure performance mondiale de l'année (world leader) - WJR : Record du monde junior (world junior record) - WR : Record du monde (world record) Circonstances et Conditions - DNF : N'a pas terminé (did not finish) - DNS : N'a pas pris le départ (did not start) - DQ : Disqualification (disqualification) - NM : Aucun essai valable enregistré (No Mark) - Q : Qualifié « directement » au prochain tour (ou à la prochaine compétition), lors d'une compétition majeure, grâce au classement ou à la réalisation des minima (automatic qualifier) - q : Qualifié au prochain tour (ou à la prochaine compétition), lors d'une compétition majeure, grâce au repêchage ou à la réalisation de l'une des meilleures performances parmi celles des « non qualifiés directement » (grâce au meilleur temps ou à la meilleure distance par exemple) (secondary qualifier) |            |                              |       |                                |       |                                |       |

## Classement général
- Classement final[1] :

| Rang | Athlète                | Points |
| ---- | ---------------------- | ------ |
| 1    | Amantle Montsho        | 28     |
| 2    | Novlene Williams-Mills | 7      |
| 3    | Tatyana Firova         | 2      |
| 4    | Natasha Hastings       | 1      |